# William McDermott
 (février 2024).
William Dermott Molloy McDermott , né le 10 mai 1930 à Dublin, Irlande, et mort le 19 août 2013, est un prélat catholique irlandais, évêque au Pérou.

## Biographie
William McDermott est  ordonné prêtre en 1955 aux États-Unis. Il est nommé évêque auxiliaire de Huancavélica et évêque titulaire de Thucca-en-Maurétanie (de) en 1976. Il est nommé évêque de Huancavélica en 1982. En 2005, Mgr McDermott prend sa retraite.

## Sources
- Profil sur Catholic hierarchy